# Paula (film)
Paula  (v originále Jeune femme) je francouzsko-belgický hraný film z roku 2017, který režírovala Léonor Serraille. Snímek měl světovou premiéru na Filmovém festivalu v Cannes dne 23. května 2017.

## Děj
Paule je 31, právě se vrátila z Mexika a snaží se najít bydlení v Paříži. Nemůže jít k rodičům, protože její otec opustil rodinu a ona jako malá utekla z domova. Také vztah s matkou je obtížný. Paula kdysi studovala v Paříži a setká se se svým bývalým učitelem Joachimem Delochem, fotografem, jehož múzou bývala. Nyní ji však odmítá. Paula si vezme Joachimovu perskou kočku a odejde. Nakrátko zůstane u své kamarádky Anne, ale Paulina nespolehlivost ji rychle naštve a vyhodí ji. Paula si najde ubytování v hotelu a dá do zástavy své šperky, aby zaplatila za pokoj. Sporadicky se uchází o práci a snaží se dostat do kontaktu s matkou, která s ní nechce mít nic společného.
Když už Paula neví, co má dělat, osloví ji v metru mladá Yuki, která si ji spletla se svou bývalou spolužačkou. Paula ji v omylu nechá a nastěhuje se k ní. Když Yuki odjede za prací do Berlína, Paula může zůstat v jejím bytě a navíc si najde práci. Jedna tanečnice ji najme jako chůvu pro svou dceru Lilu. Může se nastěhovat do pokoje bývalé služebné v podkroví. Paula předstírá, že studuje umění, ale začne pracovat v obchodě se spodním prádlem v nákupním centru. Zde se seznámí se členem ochranky Ousmanem. Když se Lilině matce stále více nelíbí, že Paula nemá schopnosti chůvy a že si s sebou tajně přinesla kočku, odnese Paula kočku do Ousmaneova bytu. Mezitím Joachim Deloche stále častěji volá Paule, protože si dělá starosti a chce také svou kočku zpět.
Když Paula utrpí závrať, jde k lékaři a zjistí, že je těhotná. Lilina matka hledá novou chůvu, protože je nespokojená s Paulou. Paula znovu potká Yuki a ta zjistí, že Paula není její spolužačka. Krátce nato Paula navštíví svoji matku a dojde ke rvačce, kterou obě ženy ukončí „příměřím“. Joachim ji později náhodou potká v nákupním centru a ona mu řekne, že je s ním těhotná. Joachim nabídne Paule, aby s ním bydlela. Stýská se mu po ní, ale ona odmítá, protože ho už nemiluje a on už do ní vlastně také není zamilovaný. Při další návštěvě Joachima má Paula s sebou jeho kočku. Vysvětlí Joachimovi, že chce jít na potrat. On ji obviní, že se mu chce pomstít.
O něco později Paula podstoupí potrat. Sbalí si věci u Liliny matky a odchází.

## Obsazení
| Lætitia Dosch          | Paula Simonian  |
| Souleymane Seye Ndiaye | Ousmane         |
| Grégoire Monsaingeon   | Joachim Deloche |
| Léonie Simaga          | Yuki            |
| Nathalie Richard       | matka Pauly     |
| Marie Rémond           | Anne            |
| Jean-Christophe Folly  | lékař           |
| Audrey Bonnet          | gynekoložka     |
| Agathe Desche          | zvěrolékařka    |
| Lou Valentini          | Géraldine       |
| Erika Sainte           | matka Lily      |
| Lila-Rose Gilberti     | Lila            |

## Ocenění
- Filmový festival v Cannes: Caméra d'Or za nejlepší filmový debut; nominace na cenu Un certain regard
- Festival amerických filmů v Deauville: Prix d'Ornano-Valenti (Léonor Serraille)
- Cena Louise Delluca za nejlepší filmový debut (Léonor Serraille)
- Semana Internacional de Cine de Valladolid: cena nejlepší herečku (Lætitia Dosch)
- Mezinárodní filmový festival ve Stockholmu: Bronzový kůň

- César: nominace v kategoriích nejlepší filmový debut, nejslibnější herečka (Lætitia Dosch)
- Prix Lumières: nejslibnější herečka (Lætitia Dosch); nominace na Prix Heike Hurst pro nejlepší filmový debut